# Symphurus orientalis
 Symphurus orientalis és un peix teleosti de la família dels cinoglòssids i de l'ordre dels pleuronectiformes que viu al nord-oest del Pacífic.